# 黒岩勉
黒岩 勉（くろいわ つとむ、1973年7月19日 - ）は、日本の構成作家、脚本家および小説家である。

## 来歴
1973年埼玉県生まれ。青山学院大学経営学部卒業後、ラジオ・テレビ番組の構成作家となる。2008年フジテレビヤングシナリオ大賞で佳作を受賞。2009年『世にも奇妙な物語』で脚本家デビュー。連続ドラマ『LIAR GAME Season2』映画『LIAR GAME The final stage』の脚本を執筆。2010年『それは、自殺5分前からのパワープレー』（リンダブックス刊）で小説家デビュー。現在は主にフジテレビ系列のテレビドラマを活動拠点として積極的な執筆活動を続けている。ミステリー作品を手掛けることが多く、また、『世にも奇妙な物語』において作品を執筆するときは主に社会派系の作品を手掛けることが多い。2017年、『僕のヤバイ妻』で第3回ASIA RAINBOW TV AWARDS最優秀脚本賞と第5回市川森一脚本賞を受賞。

## 脚本

### テレビドラマ
- 世にも奇妙な物語 2009年 秋の特別編 「自殺者リサイクル法」（2009年、フジテレビ）　
  - 世にも奇妙な物語 2012年 秋の特別編「ヘイトウイルス」（2012年、フジテレビ）
  - 世にも奇妙な物語 2017年　春の特別編「カメレオン俳優」（2017年）
- LIAR GAME Season 2（2009年、フジテレビ）
- 監察医七浦小夜子～法医学者の事件プロファイル（2011年、フジテレビ）
- 11文字の殺人（2011年、フジテレビ）
- 絶対零度〜特殊犯罪潜入捜査〜（2011年、フジテレビ）
- 謎解きはディナーのあとで（2011年、フジテレビ）　
  - 謎解きはディナーのあとで スペシャル（2012年、フジテレビ）
  - 謎解きはディナーのあとで スペシャル〜風祭警部の事件簿〜（2013年、フジテレビ）
  - 謎解きはディナーのあとでスペシャル 船上探偵・影山（2013年、フジテレビ）
- ストロベリーナイト（2012年、フジテレビ）
  - ストロベリーミッドナイト（2013年、フジテレビ）
  - ストロベリーナイト アフター・ザ・インビジブルレイン（2013年、フジテレビ）
- O-PARTS〜オーパーツ〜（2012年、フジテレビ）
- dinner（2013年、フジテレビ）
- よろず占い処 陰陽屋へようこそ（2013年、関西テレビ）
- すべてがFになる（2014年、フジテレビ）
- 上流階級〜富久丸百貨店外商部〜（2015年、フジテレビ）
- 瀬在丸紅子の事件簿〜黒猫の三角〜（2015年、フジテレビ）
- ようこそ、わが家へ（2015年、フジテレビ）
- サムライせんせい（2015年、テレビ朝日）
- 僕のヤバイ妻（2016年、関西テレビ）
- 貴族探偵（2017年、フジテレビ）
- 重要参考人探偵（2017年、テレビ朝日）
- 探偵物語（2018年、テレビ朝日）
- モンテ・クリスト伯 -華麗なる復讐-（2018年、フジテレビ）
- メゾン・ド・ポリス（2019年、TBSテレビ）
- 盤上の向日葵（2019年、NHK BSプレミアム）
- グランメゾン東京（2019年、TBSテレビ）
  - スペシャルドラマ グランメゾン東京（2024年、TBSテレビ）
- アンサング・シンデレラ 病院薬剤師の処方箋（2020年、フジテレビ）
- 危険なビーナス（2020年、TBSテレビ）[3]
- TOKYO MER〜走る緊急救命室〜（2021年、TBSテレビ）
  - TOKYO MER〜隅田川ミッション〜（2023年、TBSテレビ）
- らせんの迷宮〜DNA科学捜査〜（2021年、テレビ東京）
- 消えた初恋（2021年、テレビ朝日）
- マイファミリー（2022年、TBSテレビ）
- ラストマン-全盲の捜査官-（2023年、TBSテレビ）
- グレイトギフト（2024年、テレビ朝日）
- ゴールデンカムイ -北海道刺青囚人争奪編-（2024年、WOWOW）
- 全領域異常解決室（2024年、フジテレビ）

### 配信ドラマ
- ライアーゲームＸ（2010年、フジテレビオンデマンド）※岡田道尚と共同

### 映画
- LIAR GAME ザ・ファイナルステージ（2010年）※岡田道尚と共同
  - LIAR GAME -再生-（2012年）※岡田道尚と共同
- 謎解きはディナーのあとで（2013年）
- 黒執事（2014年）
- 悪と仮面のルール（2018年）
- 累-かさね- （2018年）
- キングダム（2019年）※佐藤信介・原泰久と共同
  - キングダム2 遥かなる大地へ（2022年）※原泰久と共同
  - キングダム 運命の炎（2023年）※原泰久と共同
  - キングダム 大将軍の帰還（2024年）※原泰久と共同
- 劇場版『TOKYO MER〜走る緊急救命室〜』（2023年）
  - 劇場版TOKYO MER～走る緊急救命室～南海ミッション（2025年公開予定）
- ゴールデンカムイ（2024年）
- 映画 グランメゾン★パリ（2024年）
- 映画ラストマン -FIRST LOVE-（2025年公開予定）
- 劇場版 全領域異常解決室（2026年公開予定）

### テレビアニメ
- ONE PIECE 〜ハートオブゴールド〜（2016年）

### 劇場アニメ
- ONE PIECE FILM GOLD（2016年）
- GANTZ:O（2016年）
- ONE PIECE FILM RED（2022年）

## 小説
- それは、自殺5分前からのパワープレー（2010年）

## 受賞
- 第112回 ザテレビジョンドラマアカデミー賞 脚本賞（『マイファミリー』）[4]
- 第116回 ザテレビジョンドラマアカデミー賞 脚本賞（『ラストマン-全盲の捜査官-』）[5]
- 第122回 ザテレビジョンドラマアカデミー賞 脚本賞（『全領域異常解決室』）[6]